# Martin Åslund
John Allan Martin Åslund, född 10 november 1976 i Stockholm, är en före detta professionell svensk fotbollsspelare. Åslund spelade fyra landskamper, och är numera kommentator på Viasat Sport. Martin är son till Sanny Åslund.

## Biografi
Martin Åslund spelade i sin ungdom i IFK Täby och i Enebyberg IF. Åslund hamnade därefter i Djurgårdens IF 1995 och spelade 26 matcher och gjorde ett mål. 
1997 värvades Åslund till IFK Norrköping och det skulle visa sig bli en bra affär för klubben, som endast betalade 50.000 kronor för mittfältaren. I IFK Norrköping utvecklades Åslund till landslagsspelare, och slog igenom som 21-åring den 14 oktober 1998 när han debuterade för svenska landslaget i EM-kvalet borta mot Bulgarien.
1999 såldes Åslund för runt fem miljoner kronor till AIK, när Stockholmsklubben hade sin största framgångsperiod någonsin. Från juni fram till september spelade AIK 13 tävlingsmatcher, inklusive kvalmatcherna som ledde till Uefa Champions League, utan att släppa in ett enda mål. Åslund spelade tolv av dessa matcher. 
Det blev ytterligare tre landskamper i februari 2001 och han gjorde mål i träningslandskamperna mot både Thailand och Kina.
Efter över 100 matcher och sex år i AIK
var han med när klubben åkte ur allsvenskan 2004, och valde därför att flytta från Sverige. I januari 2005, skrev han på ett halvårs-kontrakt med Serie B-klubben Salernitana, och i augusti 2005 gick Åslund vidare till danska Viborg FF och avslutade sedan elitkarriären i Assyriska.
Under säsongen 2009/2010 var han expertkommentator på Kanal 9, som sände Serie A, och blev även expert för TV4 Sports studioprogram Club Calcio som inriktade sig på Serie A. Han blev 2016 expert och kommentator på Viasat Sport.  Utöver arbete på Viasat så är han verksam inom bostadsutveckling genom MoMå Holding AB.

## Meriter
AIK
- Stora Silvret: 1999
- Lilla silvret: 2000, 2001
- Svenska cupen: 1999
- Svenska cupen silver: 2000, 2001, 2002

Sveriges landslag
- Landskamper: 4 A, 15 U21, 7 J, 14 P